# Propoziție subordonată
În sintaxa tradițională, propoziția subordonată, numită și dependentă, este o propoziție fără autonomie gramaticală, cu înțeles insuficient, care îndeplinește într-o frază o funcție analogă cu cea a unei părți de propoziție. Statutul ei ierarhic este stabilit față de cel puțin o altă propoziție din frază, numită regentă.

## Regentul subordonatei
Entitatea de care depinde direct propoziția subordonată poate fi:
- predicatul propoziției regente sau predicatele a mai mult de o propoziție regentă: Aștept să termini[5], Doresc și pretind să-mi răspunzi[6];
- un verb la un mod nepredicativ din regentă: Așteptând să termini, am întârziat[5];
- o interjecție predicativă: Iată că vine[5];
- un substantiv sau un pronume, numit antecedent al subordonatei: fr  L’abeille est l’insecte qui produit le miel „Albina este insecta care produce mierea”[7];
- întreaga propoziție regentă: en  She’s coming tomorrow, which is good news to everyone „(Ea) vine mâine, ceea ce e o veste bună pentru fiecare”[2];

## Legarea subordonatei de regentă

### Cuvinte de joncțiune
Cel mai adesea, legătura dintre propozițiile subordonate și regenta lor se realizează prin joncțiune cu un cuvânt gramatical care poate fi:
- o conjuncție:

ro  A spus că vine;
hu  Oda jutott már, hogy senki sem hitelez neki „A ajuns să nu-i mai dea nimeni credit”;
- o locuțiune conjuncțională:

ro  Dansează ca și cum ar pluti;
fr  Il ne mange pas de viande parce qu’il est végétarien „Nu mănâncă carne, pentru că este vegetarian”;
- un pronume relativ:

ro  Scrisoarea pe care am primit-o m-a alarmat;
fr  Je choisirai dans ce livre un chapitre qui me paraît important „Voi alege din cartea aceasta un capitol care-mi pare important”;
- un adverb relativ:

ro  Mă duc unde vrei;
sr  Bilo je to one večeri kad smo ispraćali baku na voz „Era în seara când o conduceam pe bunica la gară”.
În unele limbi există și subordonare cu juxtapunere, cu caracter facultativ, în cazul propoziției completive directe:
en  She said (that) she would come today „A spus că va veni astăzi”;
hu  Úgy hallottam, (hogy) már lehet a piacon kapni cseresznyét „Am auzit că se găsesc deja cireșe la piață”.
În limba engleză se poate omite și pronumele relativ dacă nu este subiect: We got on the first bus (that) we saw „Am urcat în primul autobuz pe care l-am văzut”.

### Elemente corelative
În propoziția regentă se poate afla un termen în corelație cu cuvântul de joncțiune al subordonatei. Elementul corelativ marchează suplimentar relația dintre propoziții, anunțând raportul sintactic dintre ele. În funcție de limbă, acest element poate aparține mai multor părți de vorbire:
- adverb:

ro  M-a bătut așa, încât m-a învinețit;
en  If no one else has requested the book, then you can renew it „Dacă n-a cerut nimeni cartea, atunci poți să reînnoiești împrumutul”;
fr  Elle est plus malade que je ne pensais „Este mai bolnavă decât credeam”;
cnr  Uradismo onako kako je najbolje „Am făcut așa cum e cel mai bine”;
hu  Én onnan jövök, ahova te most mész „Eu vin de acolo unde mergi tu acum”;
- pronume sau adjectiv demonstrativ:

hu  Számítok arra, hogy meghívnak a kongresszusra „Contez pe faptul că mă vor invita la congres” (literal „Contez pe aceea că…”);
hr  Nakupila se tolika prašina koliku nitko ne pamti „S-a adunat atâta praf, de câtă nimeni nu-și amintește”;
- pronume sau adjectiv nehotărât:

ro  Erau atâția (călători), încât n-aveau loc;
fr  Ils ont posé de telles conditions que nous n’avons pas pu accepter „Au pus asemenea condiții, încât n-am putut accepta”.
În limba maghiară, corelativul poate fi și un pronume personal de persoana a treia singular în locul unuia demonstrativ: Számítok rá, hogy meghívnak a kongresszusra „Contez pe faptul că mă vor invita la congres” (literal „Contez pe el că…”).
În unele cazuri, corelativul este facultativ:
ro  Muncește (așa) cum poate;
en  If the figures don’t add up, (then) we must have made a mistake „Dacă nu iese rezultatul, (atunci) probabil am greșit undeva”;
cnr  Ni ljeta nijesu (ono) što su nekad bila „Nici verile nu sunt (ceea) ce erau cândva”;
hu  Tudod (azt), hogy hatkor kezdődik a meccs? „Știi că meciul începe la ora șase?”
În alte cazuri, corelativul este obligatoriu:
ro  Era atât de deștept, încât a înțeles;
fr  Je l’ai retrouvé tel que je l’ai connu il y a dix ans „L-am regăsit așa cum (era când) l-am cunoscut acum zece ani”;
cnr  Bio je tako iscrpljen te se činilo da neće izdržati „Era atât de epuizat, încât se părea că nu va rezista”;
hu  Arra a csomagra célzol, ami tegnap érkezett? „Faci aluzie la coletul care a sosit ieri?”.
În limba maghiară sunt mai frecvente cazurile când se folosește un corelativ decât cele în care nu se folosește. De asemenea, aceste cazuri sunt mai frecvente și mai frecvent obligatorii decât în celelalte limbi amintite aici, de exemplu:
Kati azt mondja, hogy fáj a feje „Kati spune că o doare capul” (lit. „Kati aceea spune, că…”);
Azzal írtam, amit az asztalon találtam „Am scris cu ce am găsit pe masă” (lit. „Cu aceea am scris, cu ce…”).

## Tipuri de subordonate
Tipurile de subordonate și clasificarea lor sunt foarte diferite în funcție de gramaticile unei limbi sau a alteia și de la un autor la altul, chiar referitor la aceeași limbă.

### În gramatici ale limbii române
În gramaticile românești, subordonatele se clasifică mai întâi în necircumstanțiale și circumstanțiale, apoi se stabilește o tipologie după funcția în frază analogă cu a părții de propoziție corespunzătoare: subiectivă, completivă etc. (necircumstanțiale), respectiv de loc, de timp etc., după semantica specială a raportului circumstanțial.
Mioara Avram, de pildă, ia în seamă ca subordonate:
- necircumstanțiale:
  - propoziția subiectivă;
  - propoziția predicativă;
  - propoziția predicativă suplimentară;
  - propoziția atributivă;
  - propoziția completivă directă;
  - propoziția completivă indirectă;
  - propoziția completivă de agent.
- circumstanțiale:
  - propoziția circumstanțială de loc;
  - propoziția circumstanțială de timp;
  - propoziția circumstanțială de cauză;
  - propoziția circumstanțială de scop;
  - propoziția circumstanțială de mod;
  - propoziția circumstanțială consecutivă;
  - propoziția circumstanțială instrumentală;
  - propoziția circumstanțială de sociativă;
  - propoziția circumstanțială de relație;
  - propoziția circumstanțială condițională;
  - propoziția circumstanțială concesivă;
  - propoziția circumstanțială opozițională;
  - propoziția circumstanțială cumulativă;
  - propoziția circumstanțială de excepție.

Ion Bărbuță et al. iau în plus în seamă propoziția apozitivă și au altă grupare:
- necircumstanțiale: subiectivă, predicativă, predicativă suplimentară, atributivă, apozitivă, directă, indirectă, de agent, instrumentală, sociativă, de relație, opozițională, cumulativă și de excepție;
- circumstanțiale: de loc, de timp, de cauză, de scop, de mod, consecutivă, condițională și concesivă.

Ion Coteanu stabilește trei grupări de subordonate după cum rolul lor în frază este asemănător cu cel al substantivului, al adjectivului, respectiv al adverbului. Cele din urmă sunt propozițiile circumstanțiale, dintre care le reține numai pe cele de loc, de timp, de cauză, de scop, condițională, de mod și concesivă. Dintre cele amintite mai sus ca necircumstanțiale, nu ia în seamă propoziția predicativă suplimentară, considerând că nici delimitarea elementului predicativ suplimentar nu se justifică.

### În gramatici ale altor limbi

#### Franceze
În gramatici ale limbii franceze se găsesc clasificări după cuvântul de joncțiune (în relative, conjuncționale și interogative indirecte), după modul predicatului (un mod personal, modul infinitiv, modul participiu), după funcția corespunzătoare celei a părții de propoziție corespunzătoare (subiect, complement al verbului, complement al antecedentului nominal, complement circumstanțial), sau după locul ocupat față de regentă: antepuse, incidente sau postpuse.
Grevisse și Goosse 2007, de pildă, tratează următoarele tipuri:
- atributivă (fr  relative): Son cocher, qui était ivre, s’assoupit tout à coup „Vizitiul ei, care era beat, ațipi dintr-odată” (Gustave Flaubert)[38];
- conjunctive:
  - esențiale[39]:
    - subiectivă: Qu’il se trompe est certain „Că se înșală, este sigur”;
    - completivă directă: Je dis qu’il se trompe „(Eu) zic că se înșală”;

  - corelativă: Il a une telle faim qu’il mangerait n’importe quoi „Îi e așa o foame, că ar mânca orice”[39];
  - circumstanțiale (numite aici fr  adverbiales):
    - de timp: Alors qu’ils jouaient, la cloche sonna „Pe când se jucau, a sunat clopoțelul”[40];
    - de cauză: Comme ses raisons parurent bonnes, on accepta son projet „Cum motivele sale au părut bune, proiectul său s-a acceptat”[41];
    - de mod: Il a partagé les gâteaux de manière que tout le monde est satisfait „A împărțit prăjiturile astfel, încât toată lumea e satisfăcută”[42];
    - de consecință: Il a mangé goulûment, de sorte qu’il a été malade „A mâncat cu lăcomie, așa că a fost bolnav”[43];
    - de scop: Ce livre est toujours sur mon bureau afin que vous puissiez le consulter „Cartea asta e totdeauna pe biroul meu, ca s-o puteți consulta”[44];
    - de concesie: Il sort bien qu’il pleuve „Iese, deși plouă”[44];
    - de condiție: Je viendrai à moins qu’il ne soit trop tard „Voi veni, numai să nu fie prea târziu”[45];
- interogativă indirectă: Je demande quand tu pars „Întreb când pleci”[46];
- exclamativă indirectă: Regarde comme il est sage „Uite ce cuminte e”[47].

#### Engleze
În literatura de specialitate de limbă engleză se găsește printre altele o clasificare ca cea a lui Coteanu 1982, în subordonate:
- adverbiale (corespunzătoare cu circumstanțialele): If you touch me, I’ll shout „Dacă mă atingi, țip”;
- nominale (corespunzătoare cu necircumstanțialele, în afară de atributivă): He told me that you would come „Mi-a spus să vei veni”;
- relativă (corespunzătoare cu atributiva): A girl that I knew appeared in the newspaper „O fată pe care o cunoșteam a apărut în ziar”.

Altă clasificare este după natura cuvântului de joncțiune, în relative (introduse printr-un pronume sau un adverb relativ), relative interogative (introduse printr-un pronume sau un adverb interogativ) și conjunctive (introduse printr-o conjuncție sau printr-un așa-numit „pronume adverbial”, ex. wherein „în care”).

#### BCMS
Gramaticile limbilor din diasistemul slav de centru-sud (bosniacă, croată, muntenegreană, sârbă, prescurtat BCMS) stabilesc tipurile de subordonate în primul rând după funcția analogă cu cea a părților de propoziție corespunzătoare. Într-o gramatică sârbă, de exemplu, se disting subordonatele:
- subiectivă: Poznato je da kafa škodi srcu „Se cunoaște că cafeaua dăunează inimii”;
- obiectivă (completivă directă): Tražili smo da se ukine porez na knjige „Am cerut să se elimine impozitul pe cărți”;
- predicativă: Cilj ove rezolucije je da se prekinu sukobi „Scopul acestei rezoluții este să înceteze conflictele”;
- atributivă (corespunzătore cu atributiva calificativă[50]): Životinje koje žive na dalekom severu imaju debelo krzno „Animalele care trăiesc în Nordul îndepărtat au blană groasă”;
- apozitivă (corespunzătore cu atributiva explicativă[50]): Davorin Jenko, koji je komponovao srpsku himnu, bio je Slovenac „Davorin Jenko, cel care o compus imnul sârbesc, era sloven”;
- adverbiale (circumstanțiale), specii de subordonate detaliate în clasificarea următoare.

În această gramatică se mai face și altă clasificare, după conținutul exprimat, în propoziții:
- declarative, cu verb regent al zicerii, al gândirii, al simțirii sau al voinței, fiind, după clasificarea precedentă, subordonate completive directe sau subiective;
- interogative indirecte;
- relative (atributiva și apozitiva de mai sus);
- propoziții de loc, de timp, de mod, de cauză, de scop, de consecință, de concesie și de condiție.

#### Maghiare
Gramaticile tradiționale ale limbii maghiare disting în primul rând subordonatele subiectivă, predicativă, obiectivă (completivă directă) și atributivă. O categorie aparte cuprinde subordonate corespunzătoare completivei indirecte și unor circumstanțiale corespunzătoare celor delimitate și în alte gramatici, dar și mai multe alte tipuri: de stare, cantitativă, de origine, de rezultat etc. Cele necircumstanțiale pot exprima și nuanțe circumstanțiale, precum condițională, concesivă, comparativă și consecutivă, dar mai sunt și subordonate numite „cu conținut semantic specific” care exprimă numai aceste circumstanțe.
Într-o gramatică a limbii maghiare ca limbă străină apar următoarele tipuri de subordonate (cu corelativul facultativ în paranteză):
- predicativă: A kisfiú nem azé, aki felnevelte „Băiețașul nu este al aceluia care l-a crescut”;
- subiectivă: Akik keresik, (azok) megtalálják egymást „Cei ce se caută, se găsesc” (lit. „Cine (la plural) caută, (aceia) găsesc unul pe altul”);
- completivă directă: Azt mondtam neki, hogy vigye le a szemetet „I-am spus să ducă jos gunoiul” (lit. „Aceea i-am spus, să…”);
- circumstanțiale:
  - de loc: Ott élünk, ahol a barátaink „Acolo trăim, unde trăiesc prietenii noștri”;
  - de timp: Akkor gyere, amikor Mária nincs itthon „Atunci să vii, când Mária nu e acasă”;
  - de mod: Tegyen úgy, ahogy jónak látja „Faceți așa cum vi se pare mai bine”;
  - de concesie, obligatorie fără corelativ: Szeretem Máriát, holott sok rosszat mond rólam „O iubesc pe Mária, deși spune multe rele despre mine”;
  - de cauză:
    - cu corelativ facultativ: (Azért) iszom, mert szomjas vagyok „(De aceea) beau, pentru că mi-e sete”;
    - obligatoriu fără corelativ: Mivel meleg van, kinyitom az ablakot „Fiindcă e cald, deschid fereastra”;

  - de scop: Megfésülködött, nehogy rendetlennek találják „S-a pieptănat, ca nu cumva să fie găsit(ă) dezordonat(ă)”;
  - de condiție: Csak úgy fogtok boldogulni, ha szorgalmasan dolgoztok „Numai așa vă veți realiza, dacă lucrați cu hărnicie”;
  - de consecință: Annyira megijedtem, hogy majdnem elszaladtam „Atât de tare m-am speriat, că era s-o iau la fugă”;
- recționale (corespunzând în general completivelor indirecte din gramaticile românești): Arról kell gondoskodnod, hogy mindig tele legyen a hűtőszekrény „Trebuie să te îngrijești să fie mereu plin frigiderul” (lit. „De aceea trebuie să te îngrijești, să…”);
- atributive:
  - calitativă (corespunzătoare atributului adjectival): Csak azok a színésznők játszanak a darabban, akiket kedvel az igazgató „Numai acele actrițe joacă în piesă, pe care le simpatizează directorul”;
  - posesivă (corespunzătoare atributului substantival sau pronominal care exprimă un posesor): Annak a kezét szorította meg, aki elsőnek üdvözölte „Aceluia i-a strâns mâna, care l-a salutat primul”;
  - apozitivă: Láttam az új üzletet, azt, amelyik a sarkon nyílt „Am văzut magazinul nou, acela care s-a deschis la colțul străzii”.

## Predicatul subordonatei
În gramaticile tradiționale, precum cele ale limbii române, ale BCMS sau ale limbii maghiare, se consideră că predicatul subordonatei, ca și al propoziției în general, trebuie să fie un verb la un mod personal (în gramatici românești și unele interjecții). Însă în gramatici ale limbii franceze este vorba și de predicat exprimat printr-un mod nepersonal. Această viziune pornește de la faptul că în aceeași limbă, o subordonată poate fi sinonimul sintactic al grupului unui verb la un mod nepersonal, mai ales la infinitiv. Exemple:
ro  Îmi vine să râd / Îmi vine a râde;
fr  J’espère que je partirai demain / J’espère partir demain „Sper că voi pleca mâine”;
sr  Možemo da uđemo / Možemo ući „Putem să intrăm / Putem intra”;
hu  Elment a boltba, hogy kenyeret vegyen / Elment a boltba kenyeret venni „S-a dus la magazin să cumpere / pentru a cumpăra pâine”.
De asemenea, subordonate într-o limbă sunt echivalente cu grupuri ale unui verb la un mod nepersonal în altă limbă. De exemplu, în cazul infinitivului, aceasta se explică prin faptul că, în unele limbi, acesta are o pondere mai mare decât în altele în exprimarea acțiunilor, întâmplărilor, stărilor etc. subordonate, atunci când subiectul său este identic cu cel al regentei, față de exprimarea lor prin subordonată. De pildă, fără ca niciuna din cele două construcții să fie exclusă, limbile română sau cea sârbă au o preferință pentru subordonată, iar franceza sau croata pentru infinitiv. Klajn 2005 observă bunăoară că o frază ca Hoću spavati lit. „Vreau a dormi”, cu infinitivul, ar suna în sârbă arhaic sau ca un croatism în loc de Hoću da spavam „Vreau să dorm”, dat fiind că standardul limbii sârbe admite folosirea infinitivului numai cu verbe modale, ca în exemplul Možemo ući „Putem intra” de mai sus.
În gramatici ale limbii franceze se ia în seamă o așa-numită „propoziție infintivală”, la unii autori numai dacă subiectul acesteia este diferit de cel al regentei, de exemplu:
Nous regardions les avions s’éloigner dans la nuit „Priveam avioanele îndepărtându-se în noapte”.
Pentru alți autori, tot de propoziție infinitivală este vorba și dacă subiectul este unul singur:
Il pensait avoir trouvé la solution „Credea că a găsit soluția” (lit. „Credea a fi găsit…”).
Unii autori tratează și așa-numita „propoziție participială”, când verbul la participiu are propriul său subiect. Poate fi vorba de participiu:
- prezent: Il lui a opposé un argument entraînant la conviction „I-a opus un argument care a dus la convingere” sau
- trecut: Le chat parti, les souris dansent „Când pisica nu-i acasă, joacă șoarecii pe masă” (lit. „Pisica plecată, șoarecii dansează”).

Modul personal al predicatului subordonatei poate depinde de mai mulți factori: natura regentului, cuvântul de joncțiune, tipul subordonatei, felul cum vede vorbitorul acțiunea exprimată (modalitatea). În fraze echivalente în limbi diferite, modul personal al predicatului subordonatei poate fi diferit, uneori din cauză că o limbă sau alta nu posedă un anumit mod, alteori chiar când și una și alta îl posedă.
De exemplu, în română, în BCMS sau în maghiară, predicatul propoziției condiționale introdusă prin conjuncția corespunzătoare lui „dacă” poate fi la condițional, dar în franceză nu poate fi, deși are acest mod, ci este la indicativ. Exemple:
ro  Dacă aș avea timp, aș citi un roman polițist;
sr  Ako bi bilo kiše do kraja meseca, usevi bi se mogli spasti „Dacă ar ploua până la sfârșitul lunii, recolta s-ar putea salva”;
hu  Ha több időm lenne, akkor többet olvasnék „Dacă aș avea mai mult timp, aș citi mai mult”;
fr  S’il neigeait (indicativ imperfect) la semaine prochaine, nous pourrions faire du ski à Noël „Dacă ar ninge săptămâna viitoare, am putea schia la Crăciun”.
În același tip de subordonată, predicatul poate fi la moduri diferite în funcție de sensul verbului său regent. De exemplu, regentele care exprimă certitudinea cer indicativul sau condiționalul:
ro  E sigur că va veni;
fr  Je suis sûr que ce mot s’écrit comme ça „Sunt sigur că acest cuvânt se scrie așa”;
sr  Naućnici su sigurni da će naći rešenje „Savanții sunt siguri că vor găsi o soluție”;
hu  Biztos, hogy sikerülni fog a találkozás „Este sigur că va reuși întâlnirea”.
În schimb, regentele care exprimă incertitudinea cer în franceză modul subjonctiv, corespunzător conjunctivului, pe când în BCMS, care nu au modul conjunctiv, cer indicativul sau condiționalul, iar în română este posibil și conjunctivul, și indicativul sau condiționalul:
fr  Je doute grandement que ce soit possible „Tare mă îndoiesc că este/ar fi posibil”;
hr  Sumnjam da bi mi što mogao koristiti „Mă îndoiesc că mi-ar fi de folos ceva”.
Tot în același tip de subordonată, predicatul poate fi la moduri diferite în funcție de cuvântul de joncțiune. De exemplu, în franceză, unele locuțiuni conjuncționale cer subjonctivul în propoziții temporale:
fr  Au moment où j’allais sortir (indicativ), j’ai constaté que j’avais oublié mon portefeuille „În momentul în care urma să ies, am constatat că îmi uitasem portofelul”;
fr  Entraînez-vous jusqu’à ce que vous soyez (subjonctiv) satisfait de vos progrès „Antrenați-vă până ce veți fi mulțumiți de progresele voastre”.
Din al doilea exemplu se vede că și în acest caz, modul poate diferi de la o limbă la alta.
În unele cazuri, când toate celelalte elemente sunt identice, modul diferă numai după modalitatea exprimată, de pildă în subordonata atributivă:
fr  Je connais un guide qui peut nous emmener au sommet du mont Blanc „Cunosc un ghid care ne poate duce pe vârful Mont Blanc” (certitudine exprimată cu indicativul) vs.
fr  Je connais un guide qui pourrait nous emmener… „Cunosc un ghid care ne-ar putea duce…” (ipoteză exprimată cu condiționalul).

## Locul subordonatei
Propoziția subordonată poate ocupa în principal trei poziții față de regentă.
Locul subordonatei poate fi după regentă (cel mai frecvent):
ro  Aștept să termini;
fr  On raconte que l’eau de cette fontaine guérit de certaines maladies „Se povestește că apa din fântâna asta vindecă unele boli”;
en  I came home early yesterday because I didn’t feel very well „Am venit devreme acasă ieri, pentru că nu mă simțeam prea bine”;
cnr  Recite im da nam je žao „Spuneți-le că ne pare rău”;
hu  Az száll fel az autóbuszra, akinek van jegye „Se urcă în autobuz cine are bilet”.
Subordonata se poate plasa și înaintea regentei:
ro  Prost cum e, n-a înțeles nimic;
fr  Bien qu’il y ait eu peu de soleil, ma terrasse est très fleurie „Deși a fost puțin soare, terasa mea e foarte înflorată”;
en  If I were you, I’d accept the offer „Dacă aș fi în locul tău, aș accepta oferta”;
sr  Pre nego što je otvorio sednicu, pozdravio je goste „Înainte de a deschide întrunirea, i-a salutat pe invitați”;
hu  Akik keresik, azok megtalálják egymást „Care se caută unul pe altul, se găsesc”.
Locul subordonatei poate depinde de tipul ei, de cuvântul ei de joncțiune sau de intenția vorbitorului de a o scoate în evidență.
De tipul subordonatei depinde bunăoară locul celei atributive, care este de regulă imediat după antecedentul ei, ceea ce o face de multe ori să fie intercalată în regentă:
ro  Noi, care i-am fost colegi, îl cunoaștem;
fr  Ma sœur, qui parle très bien le chinois, a trouvé facilement du travail „Sora mea, care vorbește foarte bine chineza, a găsit ușor de lucru”;
en  Shakespeare, who wrote many famous plays, also acted on the stage „Shakespeare, care a scris multe piese celebre, a și jucat pe scenă”;
cnr  Prvi koji su se o tome raspitivali bili su novinari „Primii care s-au interesat despre asta au fost ziariști”;
hu  A harcot, melyet őseink vívtak, békévé oldja az emlékezés „Lupta pe care au dus-o strămoșii noștri este preschimbată în pace de către amintire” (Attila József).
Unor subordonate li se poate schimba locul, mai ales aducându-le de la locul lor obișnuit de după regentă, înaintea acesteia, cu scopul de a fi scoase în evidență:
ro  Ce face acolo, nu știu;
fr  Que ce cinéaste soit un grand artiste, tout le monde le reconnaît „Că acest cineast este un artist, toată lumea recunoaște”;
hu  Hogy Péter igazat mond, az világos „Că Péter spune adevărul, asta e clar”.
Cel puțin în unele limbi, locul subordonatei este fix cu anumite cuvinte de joncțiune:
- înaintea regentei:

ro  Cum înfloresc cei dintâi, ghioceii trec drept vestitorii primăverii;
fr  Comme c’est le 1er Mai, les banques sont fermées „Cum este 1 Mai, băncile sunt închise;
bs  Budući da je veliko nevrijeme, moramo prekinuti posao „Dat fiind că e o furtună puternică, trebuie să întrerupem lucrul”;
- după regentă:

ro  Porojan singur lipsea, căci fugise a doua zi după plecarea mea la Paris (Vasile Alecsandri);
fr  Je ne prendrai pas de gâteau d’autant que je suis un régime „N-o să iau prăjitură, mai ales că sunt la regim”;
sr  Pobedićemo jer smo iskusniji od naših protivnika „Vom învinge, căci avem mai multă experiență decât adversarii noștri”.